# Batalla del riu Bàgradas
La Primera Guerra Púnica va prendre un caire favorable als romans des del principi. Cartago era una potència naval, i els seus exèrcits de terra (mal entrenats i poc disciplinats tàcticament) no constituïen rival per a les disciplinades legions romanes. Sorprenentment, Roma va aconseguir destruir la flota cartaginesa en la batalla del cap Ècnomus (Sicília, 256 aC) i després de la victòria, el cònsol Marc Atili Règul va navegar cap a l'Àfrica, desembarcant a prop de Cartago amb el seu exèrcit consular.
Per desgràcia per a Marc Atili Règul, la major part de la seva cavalleria havia naufragat o desembarcat a gran distància. Malgrat això, va assolir algunes victòries inicials davant els cartaginesos, essencialment en la batalla d'Adis i es va disposar a donar el cop de gràcia.
Els cartaginesos s'havien assegurat els serveis d'un general espartà, Xantip. Va aprofitar els ingents recursos de Cartago per reestructurar l'exèrcit. Va entrenar els soldats en les tàctiques de la falange, especialment adequat per al combat a les grans planes del Magrib. Fet això, va oferir batalla a Règul qui, desitjós d'acabar amb la guerra, va mossegar l'esquer.
A mitjan hivern del 255 aC, els exèrcits es van trobar a les planes del riu Bàgradas (l'actual riu Medjerda). Per a contrarestar la primera línia cartaginesa, formada per gairebé 100 elefants de guerra, Règul va disposar els seus manípuls en una formació més estreta, prou profunda (o almenys això creia) per contrarestar la càrrega. Tanmateix, la cavalleria dels seus flancs era sobrepassada en nombre en un factor d'aproximadament vuit a u.

## Desenllaç
Els elefants cartaginesos van mantenir ocupats els legionaris mentre la seva cavalleria destrossava la romana. L'avenç de la falange africana, recolzada en l'ala dreta per les tropes mercenàries i amb la cavalleria fuetejant les tropes romanes a tots els flancs, va decidir la batalla. Una aclaparadora victòria per a Xantip i Cartago.
Roma es va limitar a salvar els papers i intentar rescatar amb una flota els 2.000 supervivents de la batalla que es trobaven atrinxerats a Adis. Però en la seva tornada, a l'altura de Camarina, una tempesta va destrossar els vaixells romans, sobrevivint tan sols 80 dels 364. Amb aquesta derrota i aquest desastre Roma va veure la seva campanya africana fracassada i Sicília envaïda de nou per les hosts cartagineses.